# Vatten (film)
Vatten är en svensk kortfilm (drama) från 2013 i regi av Niclas Larsson. I rollerna ses bland andra Lova Schildt, Mikaela Ardai Jennefors och Carina M Johansson.

## Handling
16-åriga Clara är vilsen och känner sig inte hemma någonstans. Sin frizon har hon dock under vattnet i en bassäng precis före stängning. En kväll möter hon en pojke under vattnet vilket förändrar allting.

## Rollista
- Lova Schildt – Clara
- Mikaela Ardai Jennefors – Bea
- Carina M Johansson – Lena
- Alexander Ohakas – Jonas
- Vincent Henzel – pojken i vattnet

## Om filmen
Vatten producerades av Kristina Wibom och Erik Torell för produktionsbolaget Camp David Film AB med produktionsstöd av Stiftelsen Svenska Filminstitutet. Filmen fotades av Niklas Johansson och klipptes av Therese Elfström. Den premiärvisades den 26 januari 2013 på Göteborgs filmfestival och mottog där Svenska Filminstitutets och Sveriges Televisions novellfilmpris. Den har även visats i Sveriges Television.

## Musik i filmen
- "Vatten" av Pontus Winnberg
- "Dansa i neon" av Tom Norell (musik), Ola Håkansson (text) och Peo Thyrén (text). Framförd av Lena Philipsson.